# Туран Амір Сулеймані
Туран Амір Сулеймані (1904 — 24 липня 1994) — іранська аристократка, королева-консорт Ірану (у шлюбі з Резом Шахом).

## Життєпис
Народилася в 1904 року в сім'ї Іса-хан Кованлу-Каджара і його дружини Іззет-од-Доул. За походженням була представницею династії Каджарів.
У 1922 році одружилася з військовим міністром Резу Шаха, який в 1925 став шахіншахом Ірану.
У 1925—1941 була Королевою-консортом Ірану. У 1941 супроводжувала чоловіка в засланні.
У 1944, після смерті Рези Пехлеві, одружилася з Сеїд Забуллою Мелікпурою.
Після Ісламської революції переїхала з сім'єю до Франції.
Померла 24 липня 1994 у Парижі.

## Діти
У шлюбі з Резой Пехлеві народився син Голам Реза Пехлеві.